# Месје 59
Месје 59 (М59) је елиптична галаксија у сазвежђу Девица која се налази у Месјеовом каталогу објеката дубоког неба.
Деклинација објекта је + 11° 38' 50" а ректасцензија 12h 42m 2,2s. Привидна величина (магнитуда) објекта М59 износи 9,7 а фотографска магнитуда 10,7. Налази се на удаљености од 16,862 милиона парсека од Сунца. М59 је још познат и под ознакама NGC 4621, UGC 7858, MCG 2-32-183, CGCG 70-223, VCC 1903, PGC 42628.